# Casper Tengstedt
Casper Tengstedt (Herning, 1 de junho de 2000) é um futebolista dinamarquês que atua como centroavante. Atualmente, joga no Feyenoord.

## Carreira
Depois de jogar no Viborg Søndermarken e Viborg FF, assinou pelo Midtjylland em 2015, assinou uma extensão de contrato de três anos em novembro de 2017.
Em setembro de 2019 foi emprestado ao 1. FC Nürnberg II. Em agosto de 2020, ele foi emprestado para Horsens, em junho de 2021 assinou um contrato permanente com o clube. Em 1 de agosto de 2022 assinou contrato com o clube norueguês Rosenborg.
Depois de marcar 15 golos e fazer 7 assistências em 14 partidas pelo Rosenborg, Tengstedt foi vendido ao Benfica em janeiro de 2023, assinando um contrato até 2028.
Em 24 de julho de 2025, foi anunciado como novo reforço do Feyenoord, da Holanda.

## Títulos
Benfica
- Primeira Liga: 2022
- Supertaça Cândido de Oliveira: 2023